# Keshia Knight Pulliam
Keshia Knight Pulliam (Newark, 9 aprile 1979) è un'attrice statunitense.
Deve la sua fama all'interpretazione di Rudy Robinson, la più piccola dei cinque figli, nella celebre sitcom degli anni ottanta I Robinson.

## Biografia
Keshia Knight Pulliam nasce nel 1979 a Newark nel New Jersey. È la figlia di James e Denise Pulliam, il padre è un manager, ed è la prima di quattro fratelli. Frequenta una scuola nel New Jersey, mentre recita ne I Robinson. Terminata la serie si trasferisce con la sua famiglia in Virginia, dove termina gli studi, infatti nel 2001 si laurea in sociologia presso lo Spelman College. Attualmente vive ad Atlanta, in Georgia.

## Carriera televisiva
- I Robinson (The Cosby Show, 1984-1992)
- A Different World (1987–1988)
- La piccola fiammiferaia (The Little Match Girl), regia di Michael Lindsay-Hogg – film TV (1987)
- Polly (1989)
- A Connecticut Yankee In King Arthur's Court (1989)
- Polly: Comin' Home (1991)
- What About Your Friends: Weekend Getaway (2002)
- The Mole (U.S., Stagione 4) (2004)
- Christmas at Water's Edge (2004)
- Tyler Perry's House of Payne (2008)
- Harlem Heights (2009)
- Psych (2010)

## Filmografia
- The Last Dragon (1985) – Sophie Green
- La piccola fiammiferaia (1987) – Molly
- Motives (2004) – Letrice
- The Gospel (2005) – Maya
- Beauty Shop, regia di Bille Woodruff (2005)
- Cuttin' Da Mustard (2008) – Wendy
- Death Toll (2008) – Mirie
- Madea Goes to Jail (2009) – Candace "Candy"